# 白馬村

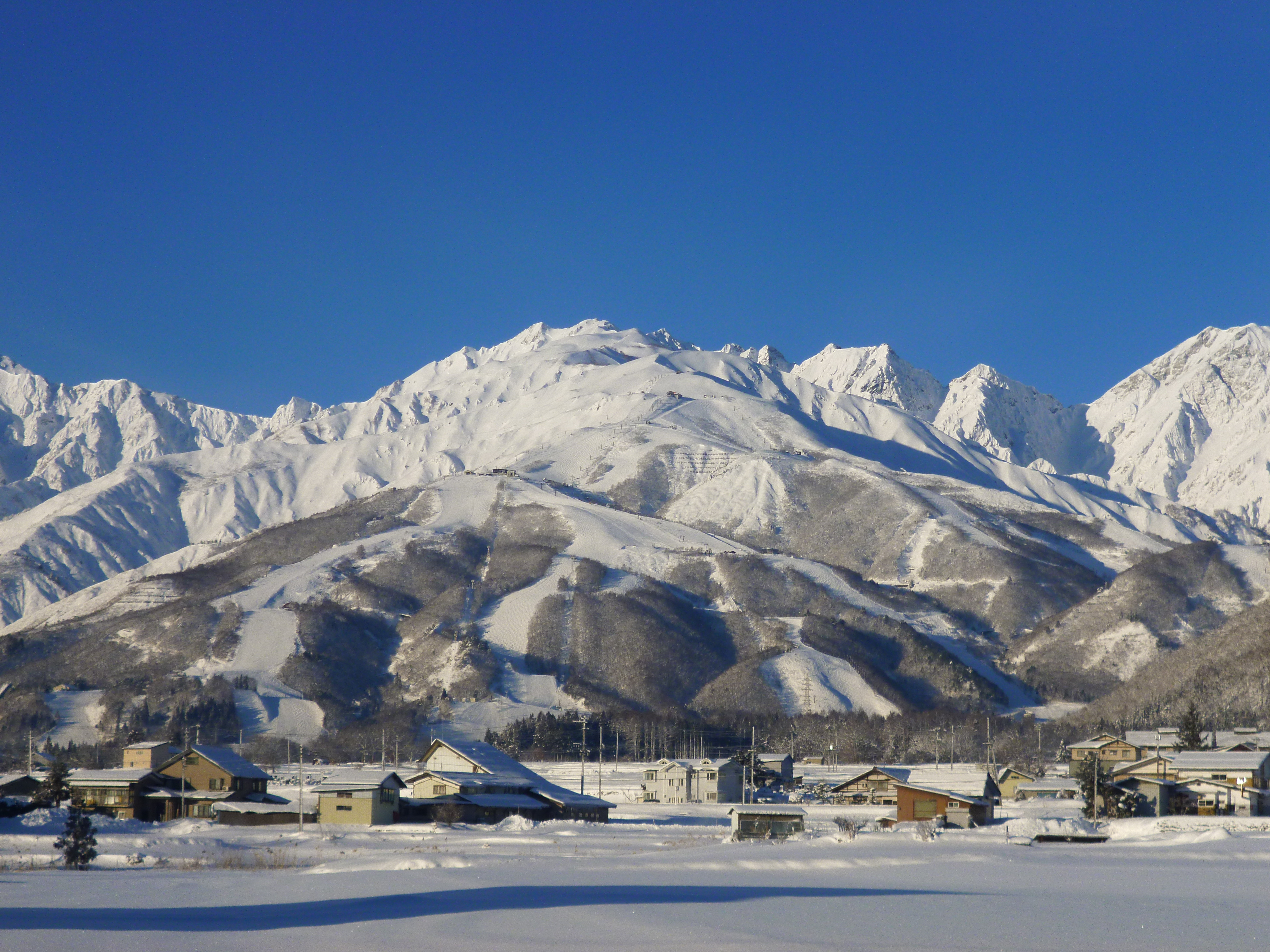
白馬八方尾根滑雪場

白馬村（日语：／ Hakuba mura */?）是長野縣西北部北安曇郡的一村。位於北阿爾卑斯山麓的白馬村，夏季是登山、避暑地，冬季則是國際聞名的滑雪勝地，曾經在此舉辦1998年冬季奥林匹克运动会。

## 名稱
村名由來自橫跨本村及富山縣的白馬連峰之一的白馬岳(SHIROUMADAKE)，但白馬村中的「白馬」，日本讀音為HAKUBA，有別於山峰名的讀音。

## 地理
白馬村的西面為海拔約2,900米，連綿不斷的後立山連峰; 东面為海拔約1,500米的小谷山地，南北面則為被群山圍繞，地型細長的白馬盆地。
盆地之內的姬川河近乎縱貫南北，村內的松川河、平川河等大分流於姬川河匯合，呈現複合扇形的河道。
此村與長野縣的長野市、小谷村、大町市、小川村、富山縣的黑部市、朝日町以及新潟縣的糸魚川鄰接。然而，由於地勢險要，從白馬前往富山縣的最短路線需經由新潟縣的糸魚川，沒有道路可直通富山縣。
基於地勢，白馬村在夏天十分清涼，冬天則十分寒冷。因為降雪量之多，被列入「特別豪雪地帶」，村落以觀光業作主要經濟重心，尤其以滑雪作為主要旅遊項目。
- 山： 白馬岳、杓子岳（日语：杓子岳）、鑓岳（日语：鑓ヶ岳）（白馬鑓）、唐松岳、白岳（日语：白岳 (飛騨山脈)）、岩蕈山、一夜山
- 河川： 姫川（日语：姫川）、松川（日语：松川 (白馬村)）、平川、楠川（日语：楠川）、犬川
- 湖沼： 八方池

## 外部連結
- 白馬村官方網站(日文)
- 白馬村観光局(日文)
- 白馬八方尾根滑雪場 （页面存档备份，存于）